# Fáskrúðsfjörður (fiord)
Fáskrúðsfjörður – fiord we wschodniej  Islandii, w regionie Fiordów Wschodnich. Wcina się w ląd na około 16 km, a przy wejściu osiąga szerokość około 6 km. U wejścia do fiordu znajdują się wyspy Skrúður i Andey. Masywy górskie po obu stronach fiordu sięgają 900–1100 m n.p.m. Na północ od niego położony jest fiord Reyðarfjörður, a na południe – fiord Stöðvarfjörður.
Na północnym brzegu fiordu, w jego zachodniej części, położona jest miejscowość Fáskrúðsfjörður. Obok niej przebiega droga krajowa nr 1, która biegnie dalej wzdłuż południowej brzegu fiordu w kierunku Stöðvarfjörður. Wzdłuż północnego brzegu fiordu biegnie droga nr 955, którą dotrzeć można do fiordu Reyðarfjörður - stanowi ona popularną trasę widokową dla turystów zmotoryzowanych. Tereny nad fiordem wchodzą w skład gminy Fjarðabyggð.
Zatoka była bazą dla francuskich rybaków łowiących we wschodniej Islandii pod koniec XIX wieku i na początku XX wieku.